# Jezioro Popielewskie (województwo zachodniopomorskie)
Jezioro Popielewskie – jezioro na Pojezierzu Drawskim, położone w województwie zachodniopomorskim, w powiecie świdwińskim, w gminie Połczyn-Zdrój. 
Powierzchnia jeziora wynosi według różnych źródeł od 4,55 ha do 6,3 ha. Lustro wody jeziora znajduje się na wysokości 77,6 m n.p.m. W typologii rybackiej jest jeziorem linowo-szczupakowym. 
Jezioro Popielewskie znajduje się w Drawskim Parku Krajobrazowym oraz obszarze specjalnej ochrony ptaków Ostoja Drawska.
Ok. 1 km na zachód od jeziora znajduje się wieś Popielewko. Ok. 1,1 km na południe od jeziora leży wieś Popielewo. Ok. 0,65 km na północny wschód znajduje się osada Popielawy.
Nazwę Jezioro Popielewskie wprowadzono urzędowo w 1950 roku, zastępując poprzednią niemiecką nazwę jeziora – Arndt See.